# Luis Martín (periodista)
Luis Martín Pérez (Madrid, 1979) es un periodista español, fue subdirector de los Servicios Informativos de la cadena COPE y Director del Área digital del Grupo COPE COPE.es. En la actualidad es Director de Comunicación Digital en LLYC (antes conocida como Llorente & Cuenca.)

## Biografía
Licenciado en Periodismo y Comunicación Audiovisual por la Universidad CEU San Pablo, dio sus primeros pasos en la COPE, donde se incorporó como becario en el verano de 2001 en el equipo de edición de boletines horarios, de donde pasó, ya como redactor, al equipo de informativos del fin de semana, finalizando, esta etapa, como presentador de los boletines horarios.
Tras un paso como reportero de la sección de local de Madrid, donde cubrió noticias como los atentados del 11M o el incendio del Windsor se incorporó al equipo de "la Mañana del fin de semana" desde donde dio el salto al equipo de la Mañana de Federico Jiménez Losantos, ejerciendo de editor y presentador de la primera hora de este programa. Posteriormente, tras la llegada de Nacho Villa a la dirección de la Mañana se convierte en el subdirector del programa y de los Servicios Informativos de COPE. En 2010, pasa a dirigir COPE.es y en 2012 es nombrado  Chief Digital Officer del Grupo COPE.
En 2017 se incorpora como gerente del área digital de  LLYC (antes conocida como Llorente y Cuenca) para seguir impulsando las soluciones de periodismo de marca de la firma desde su experiencia en medios de comunicación.